# Tavoletta pretoriana

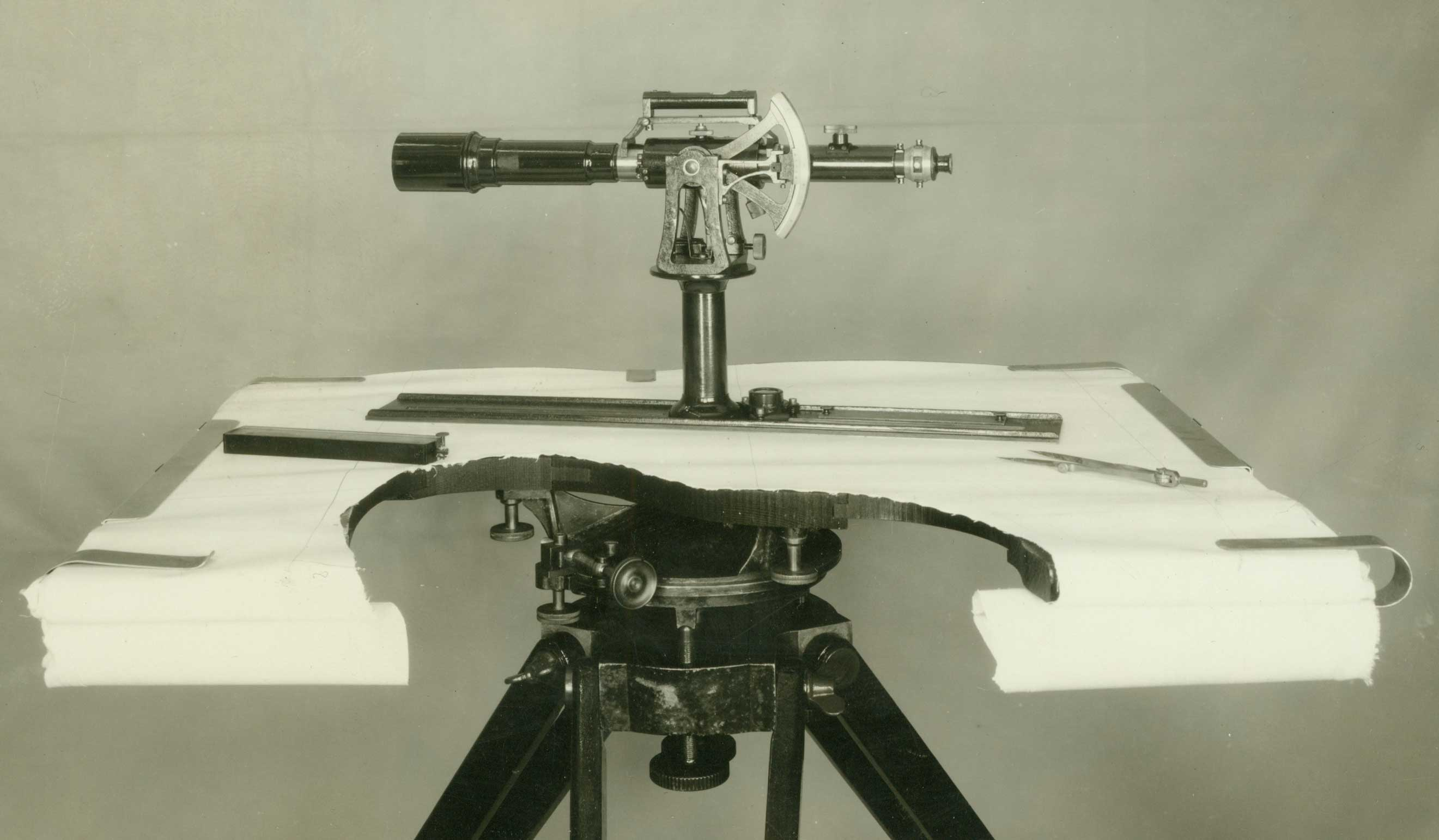
Spaccato di una tavoletta pretoriana dei primi del Novecento

La tavoletta pretoriana è uno strumento utilizzato per il rilievo in dettaglio dal 1590 fino a dopo la metà del Novecento. 

## Descrizione
Era costituito da una tavoletta in legno di pioppo con sopra un apposito foglio da disegno sul quale si tracciavano direttamente le linee che venivano traguardate attraverso un'alidada con traguardi ad alette, detta "manico di paniere"; in alcuni strumenti era presente una  diottra a cannocchiale (in genere un piccolo tacheometro). Il foglio veniva orientato mediante una bussola. Le carte in scala 1:25.000 dell'Istituto Geografico Militare sono anche note col nome di "Tavolette" perché vennero originariamente costruite tramite l'uso del suddetto strumento.
Strumento già utilizzato in epoca romana dai Mensores, assieme all'uso della groma, per delineare le carte catastali.
L'introduzione della tavoletta pretoriana in Italia si deve all'udinese Giovanni Giacomo Marinoni (1676-1755), valente figura di tecnico e scienziato, adottata per la prima volta nelle operazioni del catasto milanese del 1720, da lui organizzate e dirette.